# Miller's Crossing
Miller's Crossing is een gangsterfilm uit 1990 met in de hoofdrollen Gabriel Byrne, Albert Finney, Jon Polito, Marcia Gay Harden en John Turturro. De film werd geschreven en geregisseerd door de broers Joel en Ethan Coen, die het verhaal baseerden op verschillende werken van schrijver Dashiell Hammett.

## Inhoud
Het verhaal speelt zich af in de jaren 1930, ten tijde van de drooglegging in de Verenigde Staten. De stad, die onder leiding staat van maffiabaas Leo en zijn rechterhand Tom Reagan, wordt het slachtoffer van verscheidene misdaadfamilies die de macht proberen te grijpen. Leo weigert zijn collega Johnny Caspar de toestemming te geven om een zekere Bernie te vermoorden. Bernie is de broer van Leo's vriendin Verna en dus kan Leo het voorstel niet goedkeuren.
Johnny Caspar besluit om het hier niet bij te laten en net wanneer Leo de hulp van Tom wil inroepen, merkt hij dat Tom een liefdesverhouding heeft met Verna. Leo besluit hem uit te sluiten en dus heeft Tom geen andere keuze dan zich aan te sluiten bij de familie van Caspar. Het wantrouwen groeit wanneer blijkt dat Tom achter de rug van Caspar nog steeds contact heeft met Verna en Bernie. Bovendien krijgt Tom de opdracht om Bernie te vermoorden, maar niemand weet of hij die opdracht daadwerkelijk heeft uitgevoerd of niet. Iedereen zoekt iets: Caspar zoekt macht, Verna haar broer Bernie en Tom lijkt hopeloos op zoek naar zijn hart.

## Rolverdeling
| Acteur            | Personage                        |
| ----------------- | -------------------------------- |
| Gabriel Byrne     | Tom Reagan                       |
| Albert Finney     | Liam "Leo" O'Bannon              |
| John Turturro     | Bernie Bernbaum                  |
| Marcia Gay Harden | Verna Bernbaum                   |
| Jon Polito        | Giovanni Gasparo / Johnny Caspar |
| J. E. Freeman     | Eddie Dane                       |
| Steve Buscemi     | "Mink" Larouie                   |
| Michael Jeter     | Adolph                           |
| Mike Starr        | Frankie                          |
| Aleksander Krupa  | Tad                              |
| John McConnell    | Bryan                            |
| Al Mancini        | "Tic-Tac"                        |
| Frances McDormand |                                  |
| Sam Raimi         |                                  |

## Trivia
- John Turturro, Steve Buscemi en Frances McDormand zijn naast deze film ook te zien in heel wat andere films van Joel en Ethan Coen.
- De naam Miller uit de titel van de film is een verwijzing naar de editor van de film, Michael R. Miller.
- Regisseur Sam Raimi, een vriend van de broers Coen, is te zien in een cameo.
- Er vallen 14 doden in de film.